# マクタブ・アル＝ヒダマト
マクタブ・アル＝ヒダマト（アラビア語: مكتب الخدمات、英語: Maktab al-Khidamat、MAK）は、1984年にアブドゥッラー・アッザームとウサーマ・ビン＝ラーディンが設立した組織である。アフガニスタンに対するソ連の侵攻に対抗すべく、アラビア人ムジャーヒディーンの戦力確保と財政基盤確立のために設立された。「サービス局」（Afghan Services Bureau）という名でも知られている。MAKは1990年以降に世界各地でテロを繰り広げたイスラーム過激派・アルカーイダの母体となった。

## 概要
ソビエト軍によるアフガニスタン侵攻に対抗する義勇兵としてMAKはおよそ100のムジャーヒディーン集団を創設した。この基金としてアラブ諸国だけでなく西欧、北米から200万ドルの資金を調達した。MAKはアメリカの中央情報局（CIA)を通じてパキスタン軍統合情報局（ISI）とサウジアラビア総合情報庁（GIP）から直接の支援を受けた。ムジャーヒディーンのアフガニスタン行きの旅費など全てMAKが支給した。
アフガニスタンからソ連軍が撤退する頃になるとMAK内部でアブドゥッラー・アッザームとアイマン・ザワーヒリーとの間で路線対立が表面化する。ザワーヒリーらエジプト・イスラム・ジハード団（EIJ）から合流していたムジャーヒディーンらはMAKを世界各地にイスラム国家を樹立するためのジハードの集団としたかった。一方、アッザームはMAKの資金と組織はまずアフガニスタンでのイスラム国家建国に向けられるべきだと主張した。1989年11月、MAK創設者のアッザームは何者かによってペシャーワルで爆殺されMAKのトップにはナンバー２だったウサーマ・ビン＝ラーディンが就任した。ビン＝ラーディンはアッザームの方針に理解を示していたが、これ以降、MAKの路線はEIJの考えに沿って進み、MAKはアルカーイダに改組された。

## MAKとアメリカ
MAKは西側の多くの国に連絡事務所を置いていた。アメリカは主要な拠点であり、ニューヨーク市ブルックリンとアリゾナ州ツーソンにまず事務所が開設された。アッザームは対ソ戦の基金集めにアメリカ各地のモスクを回った。最終的に全米33都市にMAKの事務所が置かれた。ブルックリンでアッザームとの連絡を担当したのはムスタファー・シャラビーであるが、1991年11月にアパートで暗殺された。反アッザーム派のオマル・アブドッラフマーンらの犯行とされている。